# Letiště Hanse Christiana Andersena
Letiště Hanse Christiana Andersena (IATA: ODE, ICAO: EKOD, Hans Christian Andersen Airport) je malé mezinárodní letiště, nacházející se 17 km severozápadně od města Odense v Dánsku ve vesnici Beldringe. Je pojmenováno po rodákovi z Odense Hansi Christianu Andersenovi.
Letiště zde vzniklo v roce 1940 postavením asfaltové dráhy k účelům okupace Dánska nacistickým Německem za druhé světové války. V roce 1998 byl provoz na letišti přerušen a obnoven v roce 2000. Dříve z Odense létaly vnitrostátní spoje do Kodaně, letecká společnost Maersk Air ovšem tyto lety po otevření mostu přes Velký Belt zrušila. Od 1. ledna 2007 je letiště ve vlastnictví města Odense (84,38 %), Nordfyn (12,94 %) a okresu Kerteminde (2,68 %).
Letiště Odense je obsluhováno pouze letními charterovými lety.